# Kara Walker
Kara Elizabeth Walker (Stockton, California, 26 de noviembre de 1969) es una pintora, grabadora, artista de instalaciones y cineasta estadounidense que explora la raza, el género, la sexualidad, la violencia y la identidad en su trabajo. Es muy conocida por sus cuadros del tamaño de una habitación de siluetas negras de papel cortado. Walker vive en la ciudad de Nueva York y ha sido profesora en la Universidad de Columbia. Ella está cumpliendo un período de cinco años como Cátedra Tepper en Artes Visuales en la Escuela de Artes Mason Gross, de la Universidad de Rutgers. Fue elegida para la Sociedad Filosófica Americana en 2018.

## Biografía
Walker vivió con su padre, Larry Walker (n. 1935), que trabajó como pintor y profesor. La madre de Kara, Gwendolyn, trabajó como asistente administrativa. Al reflexionar sobre la influencia de su padre, Walker recuerda: "Uno de mis primeros recuerdos consiste en sentarme en el regazo de mi padre en su estudio en el garaje de nuestra casa y verlo dibujar. Recuerdo que pensé: 'También quiero hacer eso.' En ese momento decidí que era un artista como papá." La familia de Walker se mudó a Atlanta, donde su padre tomó una posición en la Universidad Estatal de Georgia. Se establecieron en Stone Mountain.
Walker recibió su BFA de la Atlanta College of Art en 1991 y su MFA de la Rhode Island School of Design en 1994. Al principió le incomodaba abordar la cuestión de la raza en sus creaciones pero encontró su voz sobre este tema mientras asistía a la Escuela de Diseño de Rhode Island para su maestría. Le procupaba que el hecho de tener la raza como núcleo de su contenido fuera percibido como demasiado obvio. 
Según el crítico de arte del New York Times, Holland Cotter, "nada acerca de la vida muy temprana de [Walker] parece haberla predestinado para esta tarea. Nacida en 1969, creció en un suburbio integrado de California." Walker se mudó a la Georgia natal de su padre a la edad de 13 años, cuando aceptó un puesto en la Universidad Estatal de Georgia. Esto fue un choque cultural para la joven artista: "En un marcado contraste con el ambiente multicultural generalizado que Walker había disfrutado en la costa de California, en Stone Mountain todavía había mítines del Ku Klux Klan. En su nueva escuela secundaria, Walker recuerda que "me llamaron 'nigger', me veían como un mono, me acusaban (no sabía que era una acusación) de ser una 'Yankee'.

## Trayectoria
Walker es especialmente conocida por sus frisos panorámicos de siluetas de papel cortado, usualmente figuras negras contra una pared blanca, que abordan la historia de la esclavitud y el racismo estadounidenses a través de imágenes violentas e inquietantes. También ha producido trabajos en gouache, acuarela, vídeo animación, títeres de sombras, proyecciones de "linterna mágica", así como instalaciones escultóricas a gran escala como su ambiciosa exhibición pública con Creative Time llamada A Subtlety (2014). Las siluetas en blanco y negro se enfrentan a las realidades de la historia, al tiempo que utilizan los estereotipos de la era de la esclavitud para relacionarse con las preocupaciones actuales de la época. Su exploración del racismo estadounidense puede aplicarse a otros países y culturas con respecto a las relaciones entre raza y género, y nos recuerda el poder del arte para desafiar las convenciones.
La primera vez que llamó la atención del mundo del arte fue en 1994 con su mural Gone, An Historical Romance of a Civil War as It Occurred Between the Dusky Thighs of One Young Negress and Her Heart. Este mural de silueta de papel cortado, que presenta un sur de Antebellum lleno de sexo y esclavitud, fue un éxito instantáneo. A la edad de 27 años, se convirtió en la segunda donante más joven de la donación de "genio" de la Fundación John D. y Catherine T. MacArthur, en segundo lugar solamente al renombrado maya David Stuart. En 2007, la exposición del Walker Art Center Kara Walker: My Complement, My Oppressor, My Enemy, My Love fue la primera encuesta a gran escala realizada por la artista en los Estados Unidos.
Sus influencias incluyen a Adrian Piper, quien "jugó con su identidad de mujer negra de piel clara para eliminar el racismo de su escondite usando autorretratos políticos que abordan el ostracismo, la otredad, el "paso" racial y el racismo", Andy Warhol y Robert Colescott que insertaron caricaturas de Dixie en su versión de las casas de campo de los campesinos holandeses de Vincent Van Gogh.
Las imágenes de la silueta de Walker trabajan para unir el folclore inacabado en el sur de Antebellum, planteando cuestiones de identidad y género para las mujeres afroamericanas en particular. Sin embargo, debido a su enfoque de confrontación al tema, la obra de Walker recuerda al Pop Art de Andy Warhol durante la década de 1960 (de hecho, Walker dice que adoraba a Warhol cuando era niña). Sus imágenes de pesadilla pero fantásticas incorporan una sensación cinematográfica. Walker usa imágenes de libros de texto históricos para mostrar cómo se representaban los esclavos afroamericanos durante el sur de Antebellum. La silueta era algo tradicional en la historia del arte estadounidense. Se usaba a menudo para retratos familiares e ilustraciones de libros. Walker continuó con esta tradición de retratos, pero los utilizó para crear personajes en un mundo de pesadilla, un mundo que revela la brutalidad del racismo y la desigualdad en Estados Unidos. 
El trabajo de Walker pretende exponer la realidad humillante y desesperada que era la vida de los esclavos de las plantaciones. También incorpora fragmentos ominosos y afilados del paisaje del sur como los musgos españoles y una luna gigante oculta por nubes dramáticas. Estas imágenes rodean al espectador y crean un espacio circular, claustrofóbico. Este formato circular rindió homenaje a otra forma de arte, la pintura histórica de 360 grados conocida como el ciclorama. Algunas de sus imágenes son grotescas, por ejemplo, en The Battle of Atlanta, un hombre blanco, probablemente un soldado sureño, está violando a una niña negra mientras su hermano mira en estado de shock, un niño blanco está a punto de insertar su espada en la vagina de una mujer negra casi linchada, y un esclavo negro negro llueve lágrimas sobre un muchacho blanco adolescente. El uso de estereotipos físicos, como perfiles más planos, labios más grandes, nariz más recta y cabello más largo, ayuda al espectador a distinguir de inmediato a los "negros" de los "blancos". Está claro en su obra de arte quién está en el poder y quién es la víctima de las personas con poder. Hay una jerarquía en América relacionada con la raza y el género, con hombres blancos en la parte superior y mujeres de color (específicamente negra) en la parte inferior. Walker describe las desigualdades y el maltrato a los afroamericanos por parte de sus homólogos blancos. Los espectadores en el Studio Museum en Harlem se veían enfermos, en shock, y algunos se horrorizaron al ver su exposición. Thelma Golden, la curadora jefe del museo, dijo que "a lo largo de su carrera, Walker ha desafiado y cambiado la forma en que vemos y entendemos la historia de los Estados Unidos. Su trabajo es provocativo y emocionalmente desgarrador, aunque abrumadoramente hermoso e intelectualmente convincente." Walker ha dicho que su trabajo aborda la manera en que los estadounidenses ven el racismo con un "enfoque suave", evitando "la confluencia del disgusto y el deseo y la voluptuosidad que están envueltos en ... el racismo."

### Obras en Exhibición
En su pieza creada en el año 2000, Insurrection! (Our Tools Were Rudimentary, Yet We Pressed On), los personajes recortados están en un fondo de proyecciones de luz de colores. Esto le da a la pieza una calidad transparente, evocadora de las películas de producción de las películas animadas de los años treinta. También hace referencia a la conocida historia de la plantación Gone With the Wind y Technicolor basada en ella. Además, los proyectores de luz se instalaron de manera que las sombras de los espectadores también se proyectaran en la pared, convirtiéndolos en personajes y animándolos a evaluar realmente los temas difíciles de la obra. En 2005, creó la exposición 8 Possible Beginnings o: The Creation of African-America, a Moving Picture, que introdujo imágenes en movimiento y sonido. Esto ayudó a sumergir a los espectadores incluso más profundamente en sus mundos oscuros. En esta exposición, las siluetas son utilizadas como títeres de sombra. Además, usa la voz de sí misma y de su hija para sugerir cómo la herencia de la esclavitud estadounidense temprana ha afectado a su propia imagen como artista y mujer de color.
En respuesta al huracán Katrina, Walker creó "Después del diluvio", ya que el huracán había devastado muchas áreas pobres y negras de Nueva Orleans. Walker fue bombardeado con imágenes de "corporeidad negra", incluidas las muertes causadas por el huracán reducido a cuerpos y nada más. Comparó estas víctimas con esclavos africanos amontonados en barcos para el Paso Medio, el cruce del Atlántico a América.
En febrero de 2009, Walker se incluyó en la exposición inaugural de la Galería Sacramouche, "The Practice of Joy Before Death; It Just Wouldn't Be a Party Without You." Los trabajos recientes de Kara Walker incluyen Frum Grace, Miss Pipi's Blue Tale (abril-junio de 2011) en Lehmann Maupin, en colaboración con Sikkema Jenkins & Co. Una exposición concurrente, Dust Jackets for the Niggerati- and Supporting Dissertations, Drawings submitted ruefully by Dr. Kara E. Walker, abrió en Sikkema Jenkins el mismo día.

### Encargos
En 2002, Walker creó la instalación An Abbreviated Emancipation (from a larger work: The Emancipation Approximation), encargada por el Museo de Arte de la Universidad de Míchigan, Ann Arbor. El trabajo abordó las relaciones raciales y sus raíces en el sistema de esclavitud anterior a la Guerra Civil. 
En 2005, The New School dio a conocer la primera instalación de arte público de Walker, un mural específico para el sitio titulado Event Horizon y colocado a lo largo de una gran escalera que conduce desde el vestíbulo principal a un importante espacio de programas públicos.
En mayo de 2014, Walker debutó su primera escultura, una pieza monumental y una obra de arte pública titulada, A Subtlety, or the Marvelous Sugar Baby, an Homage to the unpaid and overworked Artisans who have refined our Sweet tastes from the cane fields to the Kitchens of the New World on the Occasion of the demolition of the Domino Sugar Refining Plant. El trabajo masivo se instaló en la Domino Sugar Refinery en Brooklyn y fue comisionado por Creative Time. La instalación consistió en una esfinge femenina colosal, que medía aproximadamente 75 pies de largo por 35 pies de altura, precedida por un arreglo de quince figuras masculinas jóvenes de tamaño natural, apodadas asistentes. La esfinge, que tenía la cabeza y las características del arquetipo de Mammy, se hizo cubriendo un núcleo de bloques de poliestireno cortados a máquina con una mezcla de azúcar blanca; Domino donó 80 toneladas de azúcar para la pieza de Walker. Las figuras más pequeñas, modeladas a partir de figurillas racistas que Walker compró en línea, fueron moldeadas con azúcar hervida (similar a un caramelo duro) y tenían un color ámbar oscuro o negro. Después de que la exposición se cerró en julio de 2014, la fábrica y las obras de arte fueron demolidas como se había planeado antes del espectáculo. Walker ha insinuado que la blancura del azúcar hace referencia a su "calidad estética, limpia y pura". El comercio de esclavos también se destaca en la escultura. Walker también compuso los muchachos de "Lollipop" alrededor de la esfinge también hecha de azúcar que se ha convertido en melaza. El crítico de arte Jamilah King, que remarcó a la audiencia abrumadoramente blanca en la exposición junto con el contenido político e histórico de la instalación, argumentó que "la exposición en sí es un comentario sorprendente e increíblemente bien ejecutado sobre la relación histórica entre raza y capital, a saber, el dinero obtenido de las espaldas de los esclavos negros en las plantaciones de azúcar en todo el hemisferio occidental. Por lo tanto, la presencia de tanta gente blanca, y mi propia presencia como mujer negra descendiente de esclavos, también parece ser parte del espectáculo."

### Otros Proyectos
Para la temporada 1998/1999 en la Ópera Estatal de Viena, Kara Walker diseñó una imagen a gran escala (176 m²) como parte de la serie de exhibición "Safety Curtain," concebida por el museo en curso. En 2009, Walker curó el volumen 11 de Merge Records', Score!. Invitado por el artista Mark Bradford en 2010 para desarrollar un conjunto de planes de lecciones gratuitas para maestros de K-12 en el Museo J. Paul Getty, Walker ofreció una lección en la que los estudiantes colaboraron en una historia intercambiando mensajes de texto.
En marzo de 2012, el artista Clifford Owens realizó una partitura de Kara Walker en el MoMA PS1.
En 2013, Walker produjo 16 litografías para una edición limitada, impresión artística del libreto Porgy & Bess, de DuBose Heyward e Ira Gershwin, publicado por Arion Press.

### Controversia
El Instituto de Arte de Detroit la retiró The Means to an End: A Shadow Drama in Five Acts (1995) de una exposición de 1999 "Where the Girls Are: Prints by Women from the DIA's Collection," cuando artistas y coleccionistas afroamericanos protestaron por su presencia . La silueta de cinco paneles de una escena de plantación antes de la guerra estaba en la colección permanente y se volvería a exhibir en algún momento, según un portavoz de DIA.
Una pieza de Walker titulada The moral arc of history ideally bends towards justice but just as soon as not curves back around toward barbarism, sadism, and unrestrained chaos causó una controversia entre los empleados de la Biblioteca Pública de Newark que cuestionaron la idoneidad de la sala de lectura donde estaba colgado. La pieza fue cubierta pero no eliminada en diciembre de 2012. Después de una discusión entre empleados y administradores, el trabajo fue nuevamente revelado. Kara Walker visitó la biblioteca pública de Newark Newark para hablar sobre el trabajo y la controversia que lo acompañó. Walker no se apartó de los temas difíciles como la raza y la historia.
La artista Betye Saar cree que el trabajo de Walker es "repugnante y negativo y una forma de traición a los esclavos ... [y] básicamente para la diversión y la inversión del establecimiento de arte blanco". Saar expresó esto en el documental de PBS I'll Make Me a World en 1999. En el verano de 1997, Saar envió un correo electrónico a 200 artistas y políticos para advertir y expresar su disgusto y opinión negativa sobre el trabajo de Kara Walker. Los manifestantes cuestionaron las "imágenes negativas" (lo que significaba la naturaleza despreciativa y regresiva de la negrura mostrada). En su opinión, la versión de Blackness de Walker era una especie de "complacencia, una actuación de ministero que ofrecía estereotipos directos a los blancos." Esta atención negativa al estilo artístico de Walker condujo a un simposio en la Universidad de Harvard, Change a Joke and Slip the Yoke, acompañado por la exposición de su obra.

## Exposiciones
Philippe Vergne organizó la primera encuesta sobre el museo de Walker en 2007 para el Walker Art Center en Minneapolis y viajó al Museo Whitney en Nueva York, al Museo Hammer en Los Ángeles, y al ARC/Musee d'Arte moderno de la villa de París.

### Individuales
- 2014: A Subtlety, or the Marvelous Sugar Baby, an Homage to the unpaid and overworked Artisans who have refined our Sweet tastes from the cane fields to the Kitchens of the New World on the Occasion of the demolition of the Domino Sugar Refining Plant, Creative Time, Brooklyn, NY.[23]
- 2016: The Ecstasy of St. Kara, Cleveland Museum of Art.[39]
- 2017: Sikkema Jenkins and Co. is Compelled to Present the Most Astounding And Important Painting Show of the Fall Art Show Viewing Season!, Sikkema Jenkins & Co., New York, NY.[40]

## Colecciones
Entre las colecciones públicas que llevan a cabo obras de Walker se encuentran el Instituto de Arte de Minneapolis y el Museo de Arte Weisman (Minneapolis, Minnesota); la Colección Tate, Londres; el Museo de Arte Contemporáneo, Los Ángeles, la Colección Menil, Houston; y el Muscarelle Museum of Art, Williamsburg, Virginia. Jeffrey Deitch y Dakis Joannou han recopilado los primeros trabajos en papel a gran escala, entre otros.

## Reconocimientos
En 1997, Walker, que tenía 28 años en ese momento, era una de las personas más jóvenes en recibir una beca MacArthur. Hubo muchas críticas debido a su fama a tan temprana edad y al hecho de que su arte era el más popular dentro de la comunidad blanca. En 2007, Walker fue incluido entre los 100 artistas más influyentes en el mundo de la revista Time, en una cita escrita por su colega Barbara Kruger. En 2012, fue elegida para la Academia Americana de Artes y Letras.
Walker también recibió numerosas subvenciones y becas, como el Premio Deutsche Bank y el Premio Larry Aldrich. Fue la representante de los Estados Unidos para la 25a Bienal Internacional de São Paulo en Brasil (2002). En 2016 completó una residencia en la Academia Americana en Roma.
Walker ha sido presentada en PBS. Su trabajo adorna la portada de la grabación del músico Arto Lindsay, Salt (2004).

## Vida personal
Al principio de su carrera, Walker vivía en Providence, Rhode Island con su esposo, el profesor de joyería de origen alemán Klaus Bürgel, con quien se casó en 1996. En 1997, dio a luz a una hija. La pareja se separó y su divorcio se finalizó en 2010. A partir de 2017, Walker está en una relación con el fotógrafo y cineasta Ari Marcopoulos.
Walker se mudó a Fort Greene, Brooklyn en 2002 y ha sido profesor de artes visuales en el programa MFA en la Universidad de Columbia desde entonces. Mantuvo un estudio en Garment District, Manhattan desde 2010 hasta 2017. En mayo de 2017, trasladó su práctica artística a un estudio en Industry City. También es propietaria de una casa de campo en la zona rural de Massachusetts.
Además de su propia práctica, Walker fue miembro de la Junta de Directores de la Fundación para las Artes Contemporáneas (FCA) entre 2011 y 2016.